# Hložkové ze Žampachu
Hložkové ze Žampachu jsou starý český vladycký rod, své jméno odvozovali od hradu Žampach poblíž Žamberka ve východních Čechách, podobně jako Žampachové z Potštejna.

## Historie

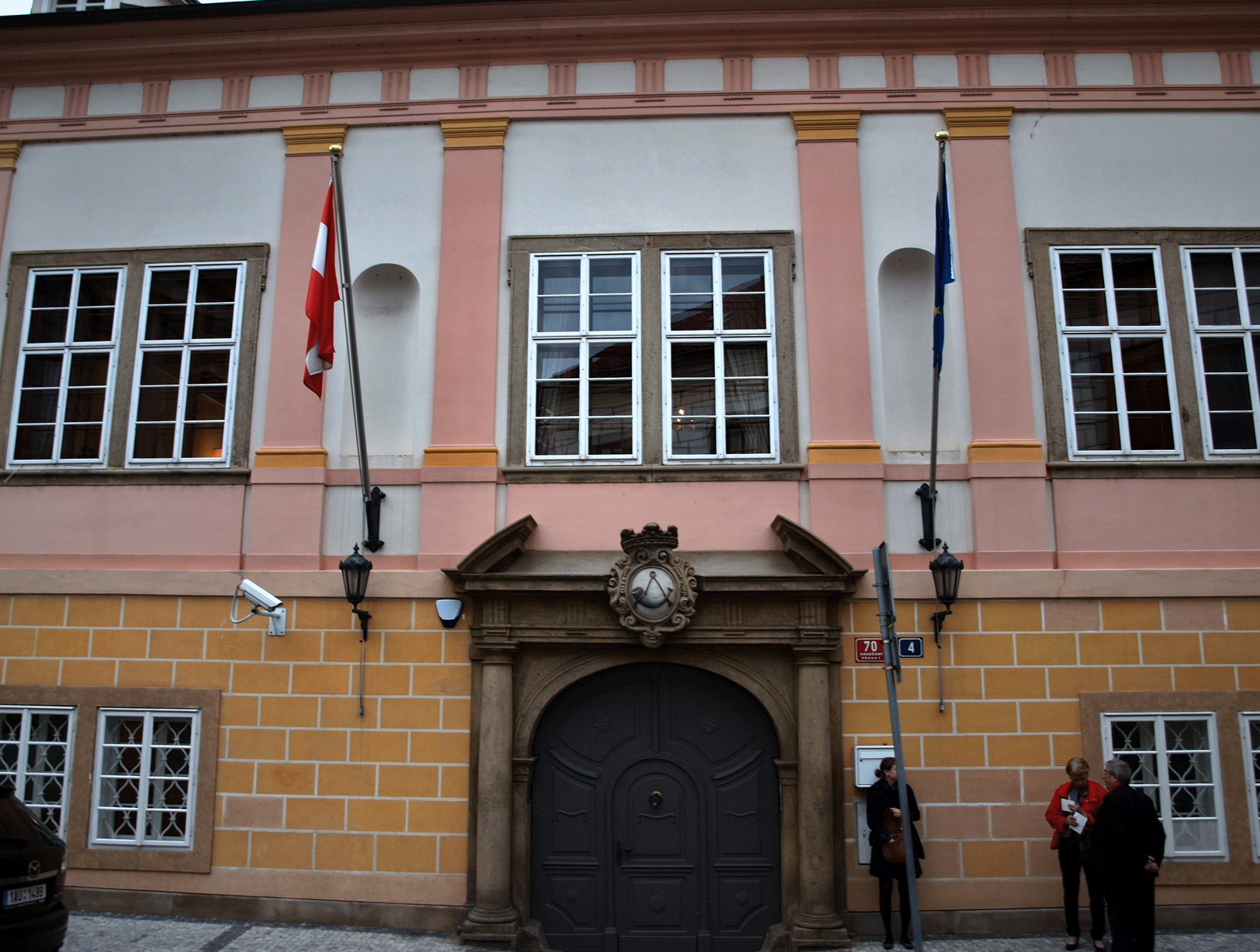
Palác Hložků ze Žampachu v Kanovnické ulici v Praze
na Hradčanech

Prvním známým předkem je Petr ze Žampachu, možná se jedná o Petraně ze Zebína, který měl postavit hrad Žampach. V roce 1312 je jako majitel hradu zmiňován Křesislav ze Žampachu, o tento hrad však rod záhy přišel. V průběhu let došlo k rozdělení rodu do několika linií, vedle Hložků jsou známi Koldové ze Žampachu. 
V roce 1388 je doložena tvrz Vaňka ze Žampachu v Ratibořicích, později měli Hložkové Bolehošť, statky na Boleslavsku a dalších místech. Sloužili ve funkcích krajských hejtmanů či purkrabích. V roce 1471 byl Václav Hložek purkrabím hradeckého kraje.
Jindřich ze Žampachu bojoval roku 1526 u Moháče, král Ferdinand I. jej jmenoval královským radou. Většina příslušníků rodu žila v poměrné chudobě. Místokomorník Království českého Albrecht Kryštof odkázal svým synům a dcerám roku 1671 větší majetek i poměrně známé jméno. I jeho synové zastávali vyšší dvorské pozice. Albrecht Václav se roku 1683 stal purkrabím Pražského hradu a nechal si v Praze na Hradčanech vystavět rodový palác. Další syn Václav Kryštof budoval kariéru od postu místopísaře k místu nejvyššího písaře (1727-1737). Po jejich smrti rod začal upadat a nejsou o něm další zprávy.
Koldové ze Žampachu sídlili na tvrzi v Černíkovicích (je prvně připomínána 1376). První Kolda ze Žampachu a na Černíkovicích je zmiňován v letech 1387–1404. Z 15. století jsou známi Jan Kolda starší ze Žampachu, stoupenec husitského hnutí, a jeho syn Jan Kolda mladší ze Žampachu a na Náchodě, husitský hejtman, protivník Jiřího z Poděbrad a válečník v polských službách.

## Erb

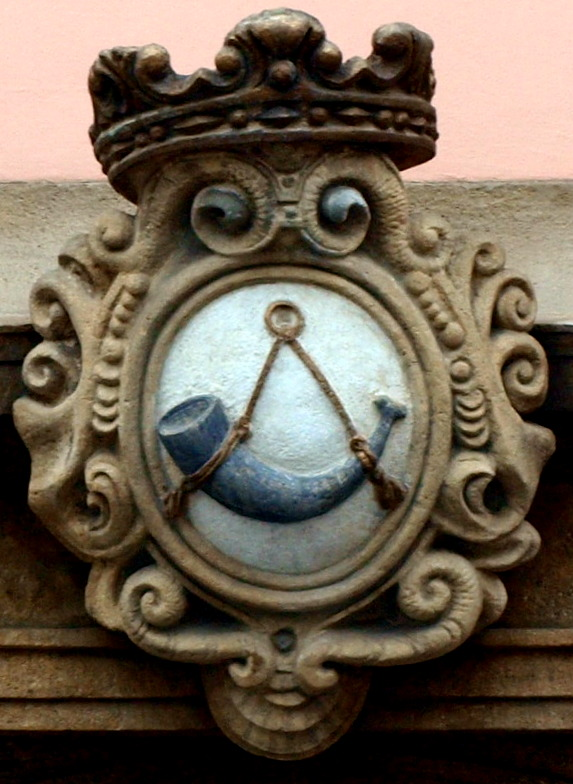
Erb rodu na portále Hložkovského paláce v Kanovnické ulici v Praze
na Hradčanech

Na stříbrném podkladu se nachází černá lovecká trubka se zlatým kováním a černobílou šňůrou.

## Příbuzní
Spojili se s Tetoury z Tetova, Venclíky a dalšími rody.